# Verduzzo Friulano
Die Weißweinsorte Verduzzo Friulano ist eine autochthone Sorte Oberitaliens und eine klassische Sorte des Friauls. Ihr Anbau wird in den Provinzen Treviso und Venedig (beide in Venetien) sowie den ehemaligen Provinzen Gorizia, Pordenone und Udine (Region Friaul-Julisch Venetien) empfohlen. Zugelassen ist sie ferner in einigen Provinzen Sardiniens. Im Jahr 1999 wurde eine bestockte Rebfläche von 1.797 Hektar erhoben.
Die spätreifende Sorte ist wuchsstark und ertragskräftig. Die reinsortigen Weißweine sind von strohgelber bis goldgelber Farbe und verfügen über einen hohen Alkoholgehalt. Aus ihr werden sowohl trockene als auch süße Weine gewonnen, wobei die deutlich besseren Qualitäten bei der süßen Variante zu finden sind. Der Wein findet reinsortig oder im Verschnitt Eingang in die DOC-Weine Colli Orientali del Friuli, Friuli-Annia, Friuli Aquileia, Friuli Grave, Friuli Isonzo und Friuli Latisana.

## Synonyme
Die Sorte Verduzzo Friulano ist auch unter den Namen Ramandolo, Ramandolo Dorato, Romandolo, Veduzz, Verdana Friulana, Verdicchio Friulano, Verdiso Friulano, Verduc, Verduz, Verduza, Verduzo, Verduzz, Verduzzo, Verduzzo di Ramandolo, Verduzzo Giallo und Verduzzo Verde bekannt.